# テポストーピーリー
テポストーピーリー(ナワトル語：tepoztōpīlli [te.pos.toːˈpiː.lːi])とはマヤ、アステカなどの古代中央アメリカの諸文明で使用されていた石槍。
長い木製の柄の先に松脂などの樹脂を用いて黒曜石の鋭い破片をはめ込んで穂先とし、通常長さは1.8 - 2.4mだが長い物は6.4mに及び、穂先は1.5mを超えた。
ユーラシア大陸の文明であれば通常、長い槍をもった部隊は隊列を組んで槍衾をはり、それを突き出すようにして戦闘を行うが、馬が存在せずなおかつ都市国家が乱立し、ある特定の勢力が文化圏全体を征服できるだけの配給力を持たず、敵を完全に殲滅することが目的でなかったマヤ地域ではもっぱら個人戦が主流であり、長い槍はそれ程使用されなかった。黒曜石の刃と木製の柄の強度では敵を叩き切るというのは難しく、もっぱらテポストピリーを突き出して相手をかすめ切るようにして使用したと言う。